# DS-MT
DS-MT – seria radzieckich satelitów technologicznych wyprodukowanych przez ukraińskie zakłady KB Jużnoje. Wynoszone w kosmos rakietą Kosmos 63S1 z kosmodromu Kapustin Jar. Służyły instytutowi WNIEEM do testów żyroskopowych systemów stabilizacji satelitów. Prowadziły także badania promieniowania kosmicznego.
Stanowiły część dużego programu Dniepropetrowsk Sputnik (DS). Ważyły około 300 kg.
Wystrzelono trzy satelity tej serii:
- DS-MT 1 – wystrzelony 1 czerwca 1963, o godz. 02:50 GMT. Start nie powiódł się z powodu awarii w pierwszym członie rakiety nośnej, 4 sekundy po starcie. Oznaczenie COSPAR/SATCAT: 1963-F08/F00243
- Kosmos 31 – pomyślnie wystrzelony 6 czerwca 1964
- Kosmos 51 – pomyślnie wystrzelony 9 grudnia 1964